# بولشه‌اوستیکینسکویه
الگو:Infobox Russian settlement
بولشه‌اوستیکینسکویه (انگلیسی: Bolsheustyikinskoye) یک شهرک در شهرستان مچتلینسکی استان باشقیرستان کشور روسیه است.